# وادي ضمد
وادي ضمد، هو أحد أودية تهامة في شبه الجزيرة العربية، يقع في الجزء الجنوبي من منطقة جازان جنوب غرب السعودية. الوادي يقع ضمن أودية تهامة في السعودية. يبلغ طول الوادي 95 كم ومتوسط انحداره 21,5 م / كم. ينبع من الحدود اليمنية السعودية وتحديداً شرق محافظة بني مالك، ويصب في البحر الأحمر وتحديداً شمال مدينة جازان. من أهم روافده وادي جورة.

## الأحداث التاريخية في وادي ضمد
حدث في وادي ضمد الكثير من الأحداث التاريخة، منها:
- في أول عام 765هـ/1363م جهز الملك الأفضل حملة لتأديب محمد بن ميكائيل تحت قيادة الأمير فخر الدين بن أحمد الكاملي حيث ألتقى به في القحمة في يوم 22 حمادى الأولى، وهزمه الكاملي
- في سنة 772هـ/1370م جهز الملك الأفضل للمرة الثانية الأمير فخر الدين زياد الكاملي، وألحق الكاملي به الهزيمة
- في سنة 808هـ/1405م استولى الملك الأفضل على مدينة دثينة، ومنها إلى جازان التي تأخر أميرها عن دفع الخراج السنوي، فغادرها أميرها وعاد إليها؛ فقبض عليه وأرسله مع القائد محمد بن زياد الكاملي إلى زبيد، وأقام أحد أقارب القائد في الإمارة
- في عام 917هـ/1511م اجتاحت المخلاف السليماني مجاعة أمتدت إلى عام 925هـ/1519م وأهلكت أكثر الناس خاصةً ممن يسكن في وادي جازان ووادي ضمد، كما فنى من صبيا والملحاء ناسٌ كثير.
- في عام 951هـ/1544م أجتاح وادي ضمد وباء الحمى مما راح ضحيته أكثر من ألف ومائتا شخص
- في عام 966هـ/1559م وقعت فتنة بين المعافين إحدى قبائل وادي ضمد؛ مما أدى إلى انفصال أحمد بن علي معافى وانتقاله إلى صلهبة واستقراره بين الحوازمة
- في عام 973هـ/1565م اجتاحت المخلاف السليماني مجاعة أدت إلى موت الكثير من سكانه، حتى أن بعضهم أضطر الأغلب من السكان إلى سحق العظام مما أطلق على تلك السنة سنة أم العظام، كما يُطلق عليها أيضاً سنة دوقة لأن الناس دقوا فيها العظام
- في عام 973هـ/1565م قدم الشريف علي بن حمد بن لطيف من مكة المكرمة بعد ادائه الحج إلى المخلاف السليماني، وأستقر في صنبة وأعاد إحياؤها وتخطيطها من جديد
- بعد عام 973هـ/1565م أول ما عُمرت صنبة في زمن الشريف علي التعمير الثاني حيث ساهم على تخطيطها
- في عام 987هـ/1579م حجر القاضي محمد بن علي بن عمر الضمدي أرضاً قرعا ونخيلان في وادي ضمد
- زرع الأمير أحمد بن غالب الخلاف بين الخواجية لذلك بطش عامل الشقيري وضمد حسين بن مطاعن الخواجي ببعض العابثين بالأمن في منطقته
- ولى سيد مكة الحسن بن أبي نمي الشرافة من عام 993هـ إلى 1010هـ، وبسعايته وسعاية والده كانت الزعامة لأهل وادي ضمد
- في عام 1046هـ/1636م وقعت مجاعة في وادي ضمد ذهب ضحيتها ألفي شخص من أهل بلدة الشقيري
- في عام 1103هـ/1692م أتخذ الأمير أحمد بن غالب من قضية الشقيري سبباً إلى موالاة الرفع للإمام في الأذن بضم إمارة صبيا إليه، وبالفعل نجح في ضم صبيا وضمد والشقيري والقرى التابعة لها
- في محرم من عام 1104هـ/1790م جهز أحمد بن غالب حملة لتأديب بني شعبة بقيادة أخيه حسن بن غالب؛ فتوجهت من أبي عريش إلى ضمد ومنها إلى صلهبة، وقد هُزم فيها حسن بن غالب جراء إصابته بيده.
- في عام 1344هـ أعدت الحكومة المتوكلية حملة عسكرية لاحتلال صامطة، ومنها إلى أبي عريش وضمد، وقد أُلحقت بها الهزيمة.[2]